# Naționalismul albanez în Grecia
Naționalismul albanez a luat naștere în secolul al XIX-lea, ca urmare a pericolului divizării teritoriilor populate de albanezi în cadrul Congresului de la Berlin între statele înconjurătoare. Acesta s-a manifestat în teritoriile actualului stat Grecia încă de la început, prin intermediul Ligii de la Prizren, care avea sub protectoratul său și vilaietele de Ianina și de Manastir.
Actuala Grecia a avut pe teritoriul său comunități mari de albanezi, dintre care cea mai semnificativă a fost cea a geamizilor, care în Perioada Interbelică și în cea Postbelică au suferit persecuții și au fost expulzați de pe teritoriul ocupat de aceștia. Ca urmare, Epirul reprzintă o zonă de dispută, pretinsă de iredentiștii albanezi.